# 威廉·皮徹
威廉·皮徹（英語：William Pitcher，1782年—1860年）是英國的造船商，在倫敦泰晤士河曾擁有北弗利特造船廠與道格斯島造船廠。
他於1782年出生，其父親托馬斯·皮徹於1788年建立了北弗利特造船廠，1805年在道格斯島建立了另一個造船廠。1811年，其父進入半退休狀態。公司改稱為托馬斯·皮徹父子公司，其兄亨利·瓊斯·皮徹負責經營北弗利特造船廠，他負責經營道格斯島造船廠。
1827年左右，公司改稱為亨利和威廉·皮徹公司。
1830年，其父將資產分配給他的子女。1832年，53歲的亨利簽署了公司的第一艘建造蒸汽船的合同，然後退休，他的妻子是創辦著名的拍賣公司蘇富比的約翰·蘇富比的女兒。
1837年其父去世，公司由他獨資擁有。1850年，他出售了道格斯島造船廠。

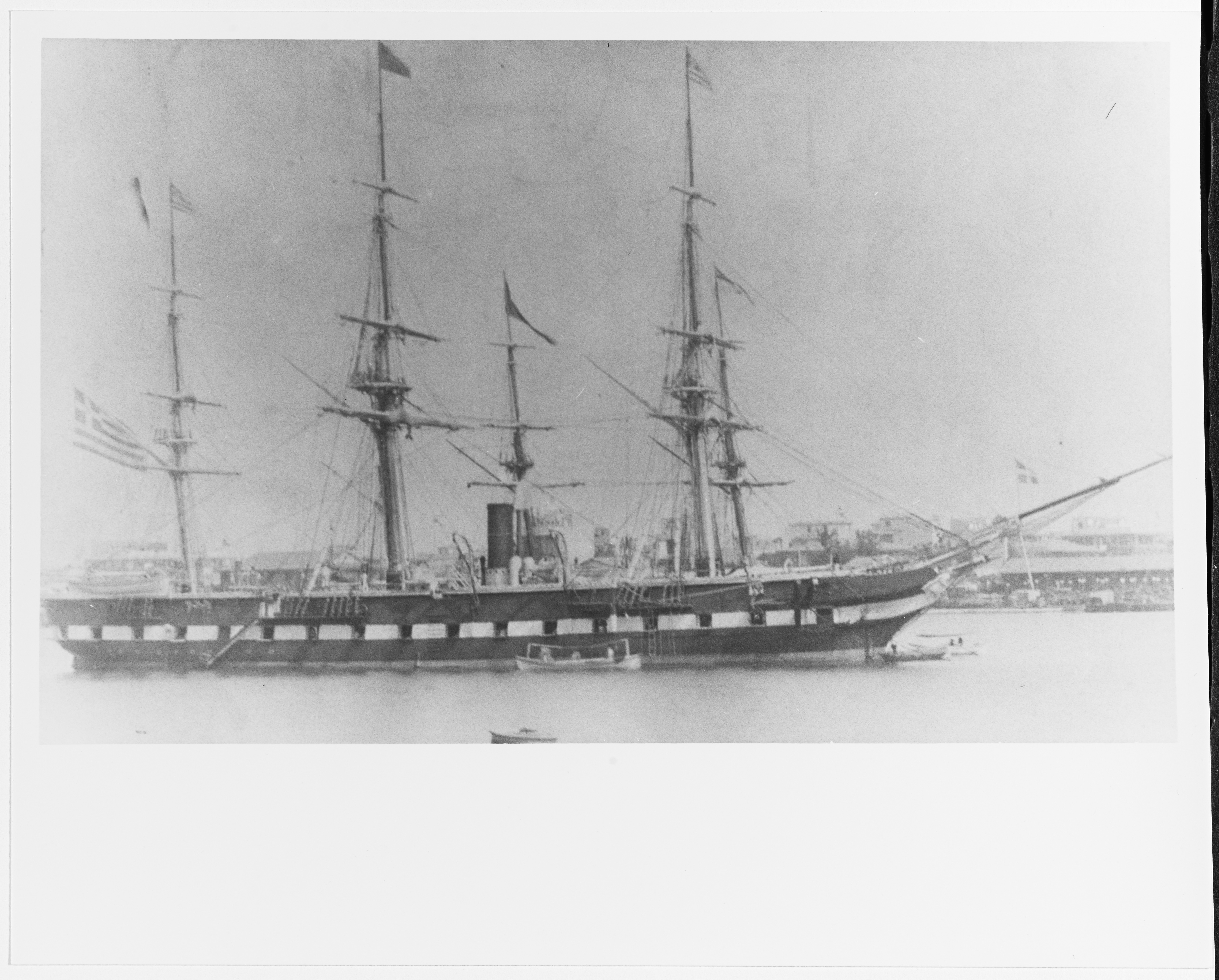
阿瑪利亞號

他於1860年去世，他最小的妹妹索菲亞繼承了北弗利特造船廠。阿瑪利亞號是一艘為希臘政府建造的1,330噸螺旋槳護衛艦，在他去世後下水，是該公司最後建造的一艘船。